# بخش کاروان
بخش کاروان، یکی از بخش‌های شهرستان زرآباد در استان سیستان و بلوچستان ایران است. مرکز این بخش، روستای سورو است.

## تقسیمات کشوری
- بخش کاروان
  - دهستان زرآباد غربی
  - دهستان تنبلان

## جمعیت
بر پایه سرشماری عمومی نفوس و مسکن در سال ۱۳۹۵، جمعیت بخش کاروان برابر با ۸٬۹۸۳ نفر بوده‌است.